# Dobravlje, Ajdovščina
Dobravlje este o localitate din comuna Ajdovščina, Slovenia, cu o populație de 410 locuitori.